# Silbato de oro
El Silbato de oro es un trofeo que se entrega anualmente a los mejores árbitros de la Liga española de fútbol.

## Historia

### Primera etapa
El premio fue creado en 1976 por el Comité Nacional de Árbitros de la Real Federación Española de Fútbol. Originalmente, se entregaban dos trofeos: el silbato de oro y el de plata, a los dos mejores colegiados de la liga de Primera División de cada temporada. En esta primera etapa el trofeo se entregó hasta los años 1990.

### Segunda etapa
Desde la temporada 2001/02, Aficiones Unidas, organismo integrado por las federaciones de peñas de los clubes de Primera y Segunda División, entrega anualmente el trofeo silbato de oro, a los mejores árbitros de ambas categoría.

## Palmarés

### Primera etapa
| Temporada | Silbato de oro               | Silbato de plata           |
| --------- | ---------------------------- | -------------------------- |
| 1975/76   | Ángel Franco Martínez        | José Antonio Balsa Ron     |
| 1976/77   | José Luis García Carrión     | Ernesto de Burgos Núñez    |
| 1977/78   | Emilio Guruceta Muro         | Victoriano Sánchez Arminio |
| 1978/79   | José Luis García Carrión     | Ángel Franco Martínez      |
| 1979/80   | José María Miguel Pérez      | José Merino González       |
| 1980/81   | Victoriano Sánchez Arminio   | José Luis García Carrión   |
| 1981/82   | José María Enríquez Negreira | Juan Andújar Oliver        |
| 1982/83   | José Donato Pes Pérez        | José Merino González       |
| 1983/84   | José Donato Pes Pérez        | Joaquín Ramos Marcos       |
| 1984/85   | Vicente Crespo Aurré         | Ildefonso Urízar Azpitarte |
| 1985/86   | Emilio Soriano Aladrén       | Victoriano Sánchez Arminio |
| 1986/87   | Ildefonso Urízar Azpitarte   | José Merino González       |
| 1987/88   | Emilio Soriano Aladrén       | Antonio Martín Navarrete   |
| 1988/89   | Joaquín Ramos Marcos         | Joaquín Urío Velázquez     |

### Segunda etapa
| Temporada | Primera División               | Segunda División                |
| --------- | ------------------------------ | ------------------------------- |
| 2001/02   | Eduardo Iturralde González     | Emilio José Rubio Iniesta       |
| 2002/03   | Julián Rodríguez Santiago      | Francisco Manuel Arcas Piqueres |
| 2003/04   | Manuel Enrique Mejuto González | Carlos Velasco Carballo         |
| 2004/05   | Luis Medina Cantalejo          | Carlos Delgado Ferreiro         |
| 2005/06   | Alberto Undiano Mallenco       | José Luis Paradas Romero        |
| 2006/07   | Alfonso Pérez Burrull          | Antonio Miguel Mateu Lahoz      |
| 2007/08   | Carlos Clos Gómez              | José Luis González González     |
| 2008/09   | Carlos Velasco Carballo        | Pedro Jesús Pérez Montero       |
| 2009/10   | Xavier Estrada Fernández       | Carlos del Cerro Grande         |
| 2010/11   | David Fernández Borbalán       | David Miranda Torres            |
| 2011/12   | Xavier Estrada Fernández       | Santiago Jaime Latre            |
| 2012/13   | Carlos Clos Gómez              | Santiago Jaime Latre            |
| 2013/14   | Antonio Miguel Mateu Lahoz     | David Medié Jiménez             |
| 2014/15   | Juan Martínez Munuera          | Jorge Figueroa Vázquez          |
| 2015/16   | David Fernández Borbalán       | Oliver de la Fuente Ramos       |
| 2016/17   | Jesús Gil Manzano              | Dámaso Arcediano Monescillo     |
| 2017/18   | Juan Martínez Munuera          | Eduardo Prieto Iglesias         |
| 2018/19   | José Luis Munuera Montero      | Jorge Figueroa Vázquez          |
| 2020/21   | Jesús Gil Manzano              | Alejandro Muñiz Ruiz            |